# Rudolf Ley
Rudolf Ley (* 13. Oktober 1839 in Freiburg in Schlesien; † 13. Juli 1901 in Arnstadt) war ein deutscher Erfinder und Unternehmer.

## Leben
Rudolf Ley wurde am 13. Oktober 1839 in Freiburg in Schlesien (polnisch: Swiebodzice) geboren. Nach der Schulzeit erlernte er dort das Schlosserhandwerk. Auf seinen Wanderjahren kam Rudolf Ley 1857 nach Arnstadt und trat bei
dem damaligen Nähmaschinenfabrikanten Eduard Schmidt in Arbeit. Nach einer mehrwöchigen Abwesenheit von Arnstadt kehrte er wieder hierher zurück und trat in der Schmidt’schen Fabrik als Werkführer ein.
Mit Wirkung vom 1. Januar 1868 erwarb Rudolf Ley die Fabrik auf eigene Rechnung und betrieb zunächst die Herstellung von Nähmaschinen. In den Jahren 1879 bis 1885 konstruierte er Nähmaschinen mit verstellbaren Gestellen, die durch in- und ausländische Patente geschützt wurden (DRP 11186 vom 14. Februar 1880, US-Patent 256338 vom 11. April 1882). Mit der Entwicklung von Maschinen zur Industrialisierung der Schuhherstellung stellte sich der geschäftliche Erfolg ein. Die mit Deutschem Reichspatent Nr. 36280 geschützte „Maschine zum Nageln von Schuhen ohne Leisten“ war die erste deutsche Holznagelmaschine (Schuhpflockmaschine, Schuhnagelmaschine) und übertraf alle bis zu dieser Zeit existierenden amerikanischen Systeme.
Ley’sche Schuhpflockmaschinen wurden unter dem Markennamen Thuringia weltweit exportiert. Die Typen unterschieden sich nach Antriebsart und Leistung (bis 700 Nägel/Minute). Es gab sowohl Maschinen für die einfache Reparaturschuhmacherei, als auch solche für die Massenproduktion von Schuhwerk. Das von Rudolf Ley entwickelte Wirkprinzip konnte bei steter Weiterentwicklung der Maschinen bis zur Aufgabe der Produktion etwa 70 Jahre lang beibehalten werden.
Um 1895 hatte Ley bereits 75 Angestellte. Mit dem Eintritt seines Sohnes Alfred Ley 1883, der Elektrotechnik studiert hatte, wurde das Unternehmen um die Abteilung Elektrotechnik erweitert. Es wurde ein Elektrizitätswerk gebaut und bis 1896 stetig erweitert. Neben der eigenen Fabrik konnten auch andere Unternehmen und Haushalte der Stadt Arnstadt mit Strom versorgt werden.
Rudolf Ley erhielt am 11. August 1877 das Bürgerrecht von Arnstadt. Neben seiner Tätigkeit als Erfinder und Fabrikant, war er z. B. Kurator der Gewerbeschule und Mitglied und Vorsitzender des Bürgervereins. Mehrere Brände in Arnstadt konnten nur mithilfe der Feuerlöschtechnik (Dampfspritze) der Ley’schen Fabrik gelöscht werden.
Rudolf Ley wurde am 25. April 1869 mit Minna Rochser vermählt. Aus der Ehe gingen sieben Kinder hervor. Am 13. Juli 1901 verstarb Rudolf Ley 61-jährig in Arnstadt.
Das Unternehmen existierte noch bis 1947. Ab 1905 wurden in der Maschinenfabrik Rud. Ley die von Alfred Ley konstruierten Automobile der Marken Loreley und Ley gebaut.

## Internet
- http://www.ley-automobile.de/
- http://www.arnstadt.de/index.php?structureId=168&sid=b482d8897f4fa7b150b0db00567af24b

| Personendaten    | Personendaten                      |
| ---------------- | ---------------------------------- |
| NAME             | Ley, Rudolf                        |
| KURZBESCHREIBUNG | deutscher Erfinder und Unternehmer |
| GEBURTSDATUM     | 13. Oktober 1839                   |
| GEBURTSORT       | Freiburg in Schlesien              |
| STERBEDATUM      | 13. Juli 1901                      |
| STERBEORT        | Arnstadt                           |